# بلیر (تگزاس)
بلیر، تگزاس(به انگلیسی: Bellaire, Texas) شهری در ایالت تگزاس از ایالات جنوبی ایالات متحده آمریکا است. در سرشماری سال ۲۰۰۰، جمعیت این شهر ۱۵۶۴۲ نفر اعلام شد.

## نگارخانه

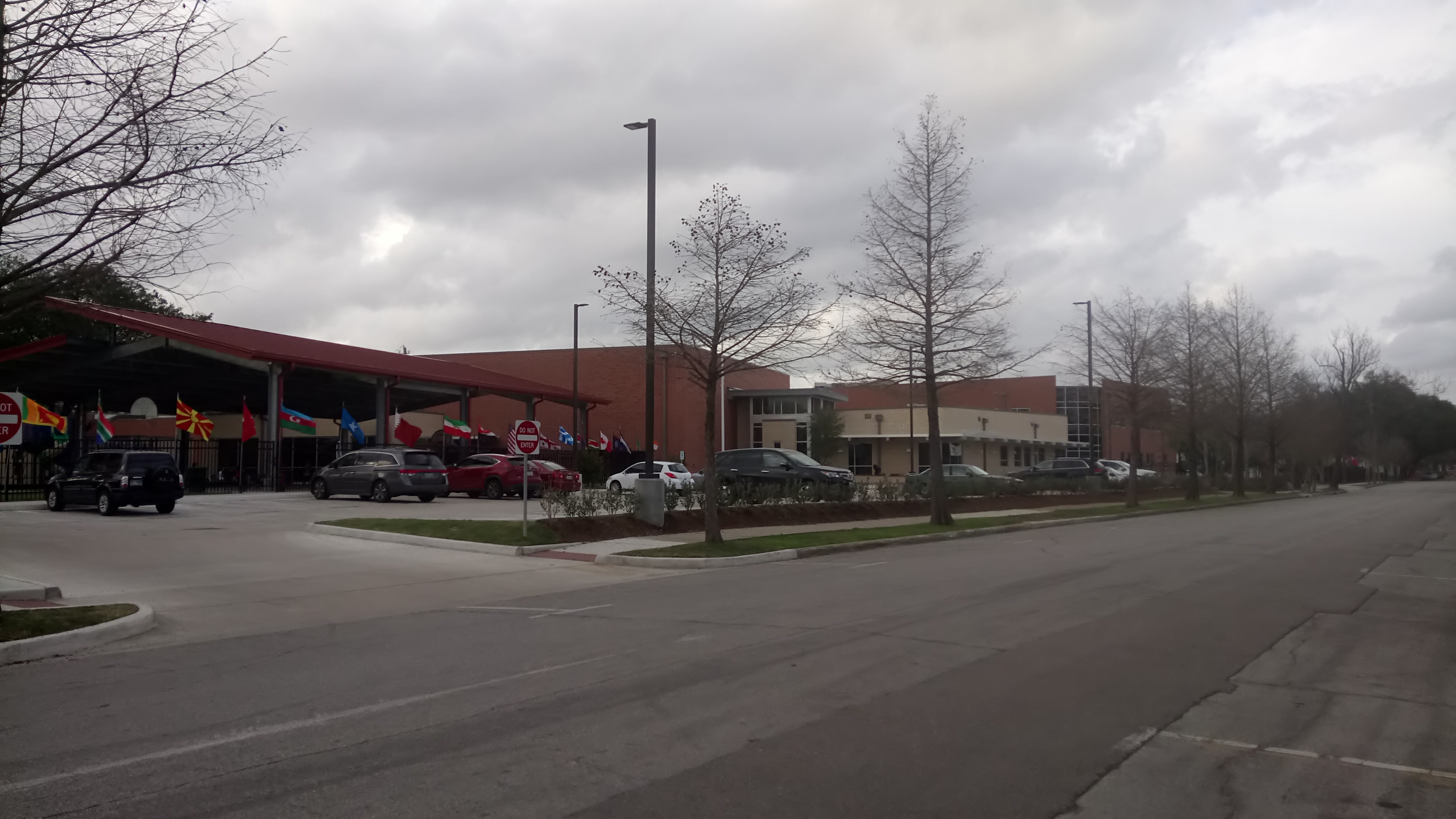
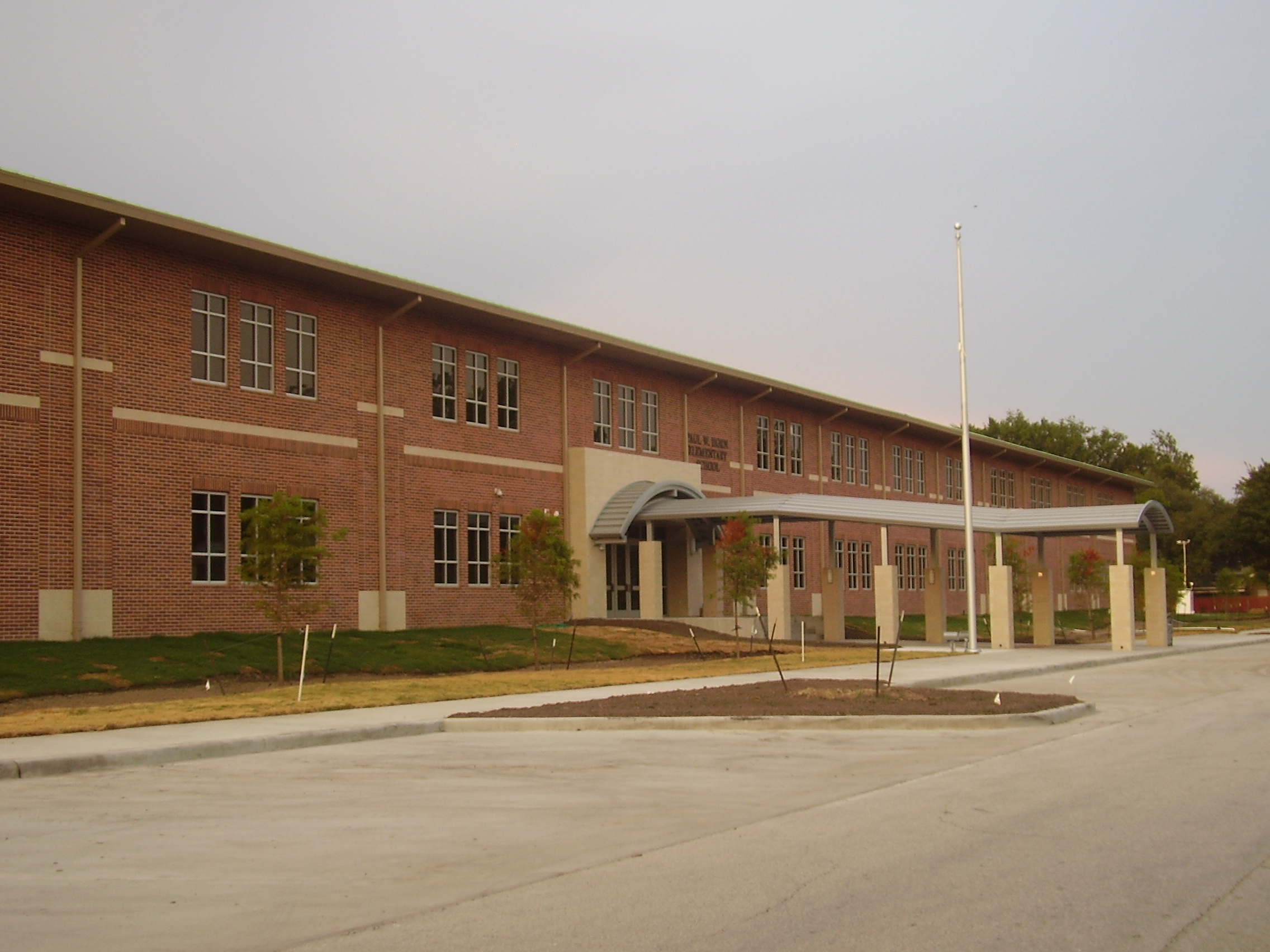